# Saint-Pierre, Sainte-Catherine et la Ribera
Saint-Pierre, Sainte-Catherine et la Ribera (catalan : Sant Pere, Santa Caterina i la Ribera ; espagnol : San Pedro, Santa Catalina y la Ribera) est le nom d'un quartier du centre historique de Barcelone. 

## Présentation
Il est l'un des quatre quartiers de la vieille ville de Barcelone. 
Le quartier est limité au nord avec le passage Lluís Companys et le parc de la Ciutadella, au sud avec la via Laietana et à l'est avec le quartier de La Barceloneta.

## Monuments et institutions
- La Bonne
- Rue Montcada
- Musée Picasso
- Basilique Sainte-Marie-de-la-Mer de Barcelone
- Mercat de Santa Caterina
- Fontaine du Génie Catalan